# Петар Патриције
Преподобни Петар Патриције је хришћански светитељ. Овај светитељ је био цариградски племић и војвода за време владавине цара Нићифора (802—811). У једноме рату са Бугарима цар Нићифор је убијен, а Петар је, са 50 војвода и кнежева грчких, заробљен и бачен у тамницу. У хришћанској традицији помиње се да је из тамнице чудесно ослобођен од стране светог Јована Богослова. После тога је он оставио жену и сина, цело имање и удаљио се на планину Олимп, где се као монах и ученик светог Јоаникија Великог подвизавао 34 год. После смрти жене и сина настанио се у Цариграду, где је у посту и молитви провео још 8 година. У Цариграду је саградио цркву и манастир. Преминуо је 865. године у 77 години свога живота и сахрањен је у свом манастиру.
Српска православна црква слави га 1. јула по црквеном, а 14. јула по грегоријанском календару.